# Equitazione ai Giochi della X Olimpiade
Le competizioni di equitazione dai Giochi della X Olimpiade si sono svolte nei giorni dal 10 al 13 agosto 1932 negli impianti del Riviera Country Club in Pacific Palisades periferia di Los Angeles per le prove di dressage e cross-country e al Rose Bowl di Pasadena per le prove di salto.

## Podi
| Evento                                   | Oro                                                         | Perform.      | Argento                                                                       | Perform.      | Bronzo                                           | Perform.      |
| Dressage individuale (dettagli)          | Xavier Lesage                                               | 6/1031,25     | Charles Marion                                                                | 14/916,25     | Hiram Tuttle                                     | 14/901,50     |
| Dressage a squadre (dettagli)            | Francia Xavier Lesage Charles Marion André Jousseaume       | 2818,75       | Svezia Thomas Byström Gustaf Boltenstern Bertil Sandström                     | 2678,00       | Stati Uniti Hiram Tuttle Isaac Kitts Alvin Moore | 2576,75       |
| Salto ostacoli individuale (dettagli)    | Takeichi Nishi                                              | 8             | Harry Chamberlin                                                              | 12            | Clarence von Rosen                               | 16            |
| Salto ostacoli a squadre (dettagli)      | Non assegnata                                               | Non assegnata | Non assegnata                                                                 | Non assegnata | Non assegnata                                    | Non assegnata |
| Concorso completo individuale (dettagli) | Charles Pahud de Mortanges                                  | 1.813,833     | Earl Foster Thomson                                                           | 1.811,000     | Clarence von Rosen                               | 1809,416      |
| Concorso completo a squadre (dettagli)   | Stati Uniti Earl Foster Thomson Harry Chamberlin Edwin Argo | 5.038,583     | Paesi Bassi Charles Pahud de Mortanges Karel Schummelketel Aernout van Lennep | 4.689,083     | Non assegnata                                    | Non assegnata |

## Medagliere
| Posizione | Paese       | Oro | Argento | Bronzo | Totale |
| --------- | ----------- | --- | ------- | ------ | ------ |
| 1         | Francia     | 2   | 1       | 0      | 3      |
| 2         | Stati Uniti | 1   | 2       | 2      | 5      |
| 3         | Paesi Bassi | 1   | 1       | 0      | 2      |
| 4         | Giappone    | 1   | 0       | 0      | 1      |
| 5         | Svezia      | 0   | 1       | 2      | 3      |
| Totale    | Totale      | 5   | 5       | 4      | 14     |